# (500299) 2012 QC22
(500299) 2012 QC22 es un asteroide perteneciente al cinturón de asteroides, descubierto el 14 de agosto de 2012 por el equipo del Spacewatch desde el Observatorio Nacional de Kitt Peak, Arizona, Estados Unidos.

## Designación y nombre
Designado provisionalmente como 2012 QC22.

## Características orbitales
2012 QC22 está situado a una distancia media del Sol de 2,844 ua, pudiendo alejarse hasta 3,388 ua y acercarse hasta 2,301 ua. Su excentricidad es 0,191 y la inclinación orbital 17,15 grados. Emplea 1752,71 días en completar una órbita alrededor del Sol.

## Características físicas
La magnitud absoluta de 2012 QC22 es 16,9.